# Lato (obraz Ivany Kobilcy)
Artykuł ten został zgłoszony do umieszczenia na stronie głównej w rubryce „Czy wiesz”.
Pomóż nam go sprawdzić: oceń zgłoszoną nominację.
Lato (słoweń. Poletje) – obraz olejny autorstwa Ivany Kobilcy, namalowany w latach 1889–1890, znajdujący się na wystawie w Narodowej Galerii Słowenii w Lublanie.

## Historia
Dzieło powstało w latach 1889–1890 w Podbrezjach; istnieje kilka hipotez, gdzie dokładnie obraz mógł zostać namalowany, wymieniane są: Matjažev vrt w Podtaborze, sąsiedni Vrtarjev vrt, Kočarjev vrt lub Pfäffingerjev vrt. Kobilca tworzyła w otoczeniu dzieci, a podczas pracy korzystała z fotografii; wykorzystane do malowania zdjęcia zachowały się. Malarka wobec przedstawień z fotografii stosowała upiększenia, uproszczenia i pominięcia zbędnych szczegółów. Było to jej pierwsze duże płótno.
Dzieło wystawiono pod tytułem Na vrtu (pol. W ogrodzie) w monachijskim Glaspalaście w 1891 roku, w tym samym roku zaprezentowano je także paryskim Salonie – za namową Fritza von Uhdego artystka wysłała na wystawę obraz, który został wybrany przez jury wraz z drugim jej płótnem pt. Likarice na wystawę spośród 2800 nadesłanych prac. Lato otrzymało pozytywne recenzje, reprodukowano je w czasopiśmie „Le Journal illustré”, wystawiano je w Wiedniu, Berlinie, Pradze, Dreźnie i Sarajewie oraz w Lublanie w 1900 lub 1901 roku na pierwszej wystawie sztuki słoweńskiej, gdzie docenił je m.in. pisarz Anton Aškerc. Obraz trafił do Narodowej Galerii Słowenii za życia malarki, która sprzedała go w 1922 roku za 9000 dinarów.
Dzieło jest poczytywane za jedną z najważniejszych prac Ivany Kobilcy, jak i za jedno z arcydzieł słoweńskiego realizmu. Obraz znajduje się w kolekcji Narodowej Galerii Słowenii (nr inw. NG S 165). Według badania ankietowego jest to najpopularniejszy wśród zwiedzających obraz znajdujący się w tejże galerii; na drugim miejscu znalazło się płótno Pijąca kawę, również autorstwa Kobilcy. Reprodukcja obrazu promowała wystawę malarstwa Ivany Kobilcy z okazji 100-lecia Narodowej Galerii Słowenii.
15 czerwca 2018 roku na pamiątkę obrazu upleciono w Podbrezjach girlandę kwiatową o długości 27 m, którą ułożono tamże wokół pomnika malarki.

## Charakterystyka
Dzieło zostało namalowane techniką olejną na płótnie o wymiarach 180 × 141,5 cm. Jest sygnowane w prawym dolnym rogu: I. Kobilca. Autorka wykorzystała jasne barwy – dominuje zieleń, ale są także brązy, róże i biele. Obraz przedstawia scenę w ogrodzie w Podbrezjach (możliwe, że był to majątek Bleków, krewnych artystki) – młodą kobietę, ulubioną modelkę Ivany, jej najmłodszą siostrę Fani (ur. 1870, zm. 1899) oraz rodzeństwo dzieci Bleków: Jana i Katricę – bratanka i siostrzenicę artystki. Fani siedzi w cieniu na drewnianej ławce, jest ubrana w białą bluzkę z szerokimi rękawami i jasnofioletową spódnicę, ma na głowie jasny kapelusz, jej włosy są spięte do tyłu, możliwe, że właśnie wróciła z miasta. Patrzy w kierunku swoich dłoni, zaplata kwiatową girlandę (słoweń. cvetna kita), m.in. z wiciokrzewu, maku, głogu i bluszczu. Dziewczynka obok, blondynka Katrica ma na sobie ciemnoniebieską sukienkę bez rękawów. W prawym dolnym rogu siedzi zwrócony do widza tyłem jasnowłosy chłopiec Jan, ma na sobie szarą koszulę i brązowe spodnie, podaje Fani kwiat nagietka. Dzieci mają bose stopy. Ogród, w którym się znajdują otacza drewniany płot, który biegnie po przekątnej obrazu; za nim widać drzewa. W tle widać chłopców, przy płocie stoi Joža Vrtarjev (Joža Pretnar, ur. 1881, zm. 1957), który idzie w kierunku ławki z bukietem, chłopiec obok niego próbuje wspiąć się na ogrodzenie.
Przedstawiona wyidealizowana scena ma pogodny charakter, uchwycony został w niej letni nastrój w przydomowym ogrodzie pełnym bujnej zieleni. Prawdziwe losy przedstawionych postaci potoczyły się jednak mniej sielankowo: Fani zmarła mając mniej niż 30 lat, Katrica zmarła samotnie w wieku 46 lat, Jan zmarł jako uczeń gimnazjum, a Joža został żołnierzem.